# Swanland
Swanland – wieś w Anglii, w hrabstwie East Riding of Yorkshire. Leży 11 km na zachód od miasta Hull i 249 km na północ od Londynu. W 2001 miejscowość liczyła 3688 mieszkańców.